# Écopathologie
L’écopathologie est une démarche scientifique développée en France pour tenter d’apporter des solutions aux problèmes posés par la pathologie multifactorielle dans les élevages intensifs.

## Historique
L'écopathologie a débuté dans les années 1970. C'est un écologue, G. Tuffery, travaillant sur les problèmes liés à la production piscicole, qui avança le premier le terme d'écopathologie, en lui donnant, dès 1971, la définition suivante : "L'écopathologie des systèmes piscicoles a pour objet l'étude des facteurs pathologiques et écologiques dont les actions individuelles ou intégrées ont pour effet de provoquer des mortalités pisciaires et ainsi de limiter la production aquatique exploitée par l'homme [...] ".

## Démarche
La démarche consiste à étudier la pathologie, et en particulier son déterminisme, dans sa relation avec l'environnement des animaux, dans une finalité d'action préventive. La pathologie étant conçue comme la résultante d'interactions multiples entre les animaux et le milieu dans lequel ils vivent - modes et techniques d'élevage, conditions géoclimatiques, etc. - l'étude de son déterminisme passe par la mise en place d'enquêtes d'observation planifiées, en conditions réelles de production, et par l'analyse des données recueillies par des méthodes statistiques multivariées, le niveau de référence et de synthèse étant l'exploitation agricole. Sur ces principes, le Centre d'écopathologie animale, organisme de recherche-développement en santé animale, a développé durant son existence de 1984 à 1996 une démarche de recherche participative fondée sur le fonctionnement de groupes de travail pluridisciplinaires et pluriprofessionnels, associant par filière de production l'ensemble des acteurs - chercheurs, éleveurs, vétérinaires, techniciens, etc. Cette organisation visait d'une part à mener des recherches qui soient en adéquation avec les préoccupations des éleveurs en matière de Santé animale, et d'autre part à mobiliser l'ensemble des savoirs, scientifiques et pratiques, pour mener les programmes de recherche-développement dans leur ensemble, et en particulier l'élaboration du dispositif de recherche. La méthodologie mise en œuvre est présentée dans son application au dernier programme du Centre consacré à la pathologie mammaire des brebis allaitantes. Ses implications épistémologiques en termes de pertinence de l'objet d'étude et du dispositif de recherche, de prise en compte de la demande sociale en matière de santé animale, et de collaboration entre acteurs dans des groupes de travail hétérogènes sur le plan de la position sociale et du type de connaissance détenue, sont analysées et un cadrage théorique est proposé.